# 亞納蒂萊區
亞納蒂萊區（西班牙語：Distrito de Yanatile），是秘魯的一個區，位於該國南部庫斯科大區的卡爾卡省，始建於1982年5月18日，面積3,080.47平方公里，海拔高度1,124米，2005年人口9,520，人口密度每平方公里3.1人。